# Улијана Кравченко
Јулија Шнајдер (укр. Юлія Шнайдер, 18. април 1860 — 31. март 1947), псеудоним Улијана Кравченко (укр. Ганна Чубач), је била украјинска просветитељка, књижевница и прва Галичанка која је објавила књигу поезије.

## Биографија
Рођена је 18. априла 1860. у Николајеву, одрасла је у Лавову и похађала је учитељску богословију. Њен први објављени рад је била прича у часопису Zoria. Била је активна у украјинском женском покрету у Галицији. Главна тема у њеној поезији је била ослобођење жена. Кравченко је важила за барда женског покрета. Била је и једна од првих жена учитељица у Галицији. Преминула је 31. марта 1947. у Пшемишлу, у Пољској.

## Дела
- Prima vera, поезија (1885)
- Na novyi shliakh, поезија (1891)
- Prolisky, дечија поезија (1921)
- V dorohu, дечија поезија (1921)
- Lebedyna pisnia, дечија поезија (1924)
- V zhytti ie shchos, поезија (1929)
- Dlia neï—vse!, поезија (1931)
- Shelesty nam barvinochku, дечија поезија (1932)
- Moï tsvity, збирка прозе (1933)
- Zamist’ avtobiohrafiï, мемоари (1934)
- Spohady uchytel’ky, мемоари (1935)
- Vybrani poeziï, поезија (1941)
- Khryzantemy, аутобиографска новела (1961)